# Weimersdorf
Weimersdorf ist ein Stadtteil der oberfränkischen Stadt Neustadt bei Coburg im Landkreis Coburg.

## Lage
Das Straßendorf liegt rund elf Kilometer nordwestlich von Coburg auf einer kleinen Hochebene, etwa 110 Meter über dem Tal der Itz im Westen beziehungsweise der Röden im Osten und Süden. Nachbarorte auf der Hochebene sind Brüx, Höhn und  Rüttmannsdorf. Die vier Dörfer werden im Coburger Land auch als die Bergdörfer bezeichnet. Eine Gemeindeverbindungsstraße führt von Rüttmannsdorf über Weimersdorf nach Waltersdorf.

## Geschichte
Weimersdorf wurde erstmals 1149 in einer Urkunde erwähnt. In dieser bestätigte der Würzburger Bischof Siegfried von Truhendingen, dass dem neugegründeten Kloster Mönchröden das Dorf durch Hermann Sterker, Burggraf von Meißen und seinen Bruder, den Grafen Sterker, übergeben wurde.
Die Sterker behielten das Vogteirecht. Dies und alle anderen Rechte an Dorf und Feld Weimersdorf veräußerte Hans von Schaumberg im Jahr 1348 ebenfalls an das Kloster. Nach einer Zeit als Wüstung ließ der Abt von Mönchröden 1470 das Gebiet wieder neu bebauen. 1595 existierten ein Gut und drei Sölden.
Im Mittelalter kirchlich zu Meeder gehörend, wurde Weimersdorf nach der Einführung der Reformation ab 1529 von der Pfarrei Neustadt betreut. 1906 wurde ein Friedhof an der Straße von Höhn nach Brüx angelegt und 1910 dort die Bergkirche geweiht. Im Jahr 1912 erfolgte die Umpfarrung der Kirchgemeinde nach Mönchröden.
Die Weimersdorfer Kinder gingen anfangs im etwa sechs Kilometer entfernten Neustadt zur Schule. Ab 1743 hatten die vier Bergdörfer einen Präzeptor, der abwechselnd in einem der Bauernhäuser unterrichtete und dort Kost sowie Logis hatte. Ab 1842 gab es eine Schule in dem Höhner Forsthaus. Am 13. September 1902 wurde ein neues Schulhaus in Höhn eingeweiht. 1969 wurde die Schule geschlossen und der Unterricht fand im Schulverband Mönchröden-Einberg statt. Seit 1977 ist er in Neustadt.
In einer Volksbefragung am 30. November 1919 stimmten ein Weimersdorfer Bürger für den Beitritt des Freistaates Coburg zum thüringischen Staat und 32 dagegen. Somit gehörte ab dem 1. Juli 1920 auch Weimersdorf zum Freistaat Bayern.
Im Ersten Weltkrieg verlor ein Soldat und im Zweiten Weltkrieg verloren vier Weimersdorfer Soldaten ihr Leben. Tafeln in der Bergkirche erinnern an sie. Bei der Reichstagswahl vom 5. März 1933 erhielten in Weimersdorf die NSDAP 32 und die KPD 3 Stimmen.
Am 1. Juli 1968 schlossen sich die Orte Brüx, Höhn, Rüttmannsdorf und Weimersdorf zur neuen Gemeinde Bergdorf zusammen, die am 1. Mai 1978 aufgelöst und in die Stadt Neustadt bei Coburg eingegliedert wurde. Seitdem ist Weimersdorf ein Stadtteil Neustadts.
1950 gab es in Weimersdorf dreizehn Wohngebäude, 1987 waren es zwölf.
Die Trinkwasserversorgung erfolgte früher durch Hausbrunnen. Ab 1974 waren die Anwesen an das Trinkwassernetz der Stadtwerke Neustadt angeschlossen. Stromlieferant war ab 1924 das Coburger Überlandwerk. 1997 übernahmen die Stadtwerke Neustadt die Stromversorgung.

## Einwohnerentwicklung
| Jahr | Einwohnerzahl |
| ---- | ------------- |
| 1900 | 71            |
| 1925 | 69            |
| 1933 | 61            |
| 1939 | 62            |
| 1946 | 75            |
| 1950 | 77            |
| 1961 | 56            |
| 1980 | 52            |
| 1987 | 46            |
| 2013 | 28            |
| 2020 | 31            |